# Le roi règne et ne gouverne pas
Le roi règne et ne gouverne pas, franska för "konungen regerar, men utövar ingen (personlig) styrelsemakt", är en politisk grundsats, som 1830 som kännetecknande för en konstitutionell monarki förfäktades av Adolphe Thiers i en serie artiklar i den samma år uppsatta tidningen "Le national". Motsvarande sats hade på latin (Rex regnat, sed non gubernat) mot 1500-talets slut uttalats i polska riksdagen av Jan Zamojski.
En absolut monarki utgör dess motsats.